# Cellier de la maison Planche
Le cellier de la maison Planche est un ancien chai vinicole situé à L'Argentière-la-Bessée, dans les Hautes-Alpes, en France.

## Vigne et vin en haute vallée de la Durance
Dans la haute vallée de la Durance, la crise du phylloxéra se déclencha en 1908. Elle mit fin à la viticulture haut-alpine. La culture de la vigne y avait été cependant importante comme en témoignent les nombreuses installations liées à son exploitation. Le cellier de la maison Planche en est un exemple unique puisqu'il a conservé en totalité tout son équipement, y compris son rare pressoir à banc qui se situe en son premier niveau (cad. E 2203).

## Pressoir à banc
Le pressoir à banc est l'un des systèmes d'extraction des jus les plus anciens Il a été utilisé aussi bien pour obtenir de l'huile que du vin ou du cidre. Il est encore nommé pressoir à Martin ou pressoir à long fût. 
Il est constitué d'un banc qui est destiné à recevoir des scourtins emplis du fruit ou de sa pâte à presser et empilés les uns sur les autres. Quand ils atteignent la hauteur suffisante, il y est placé au sommet un placard de bois sur lequel va s'exercer la pression d'un levier. 
Celui-ci est une longue poutre de bois qui est encochée dans un creux de la maçonnerie ou de la paroi rocheuse. La pression sur le levier est réalisée soit manuellement, soit par contre-poids, soit à l'aide d'un cabestan. 
L'ancien cellier, incluant son pressoir de type pressoir à Martin, est inscrit au titre des monuments historiques par arrêté du 4 février 1993.

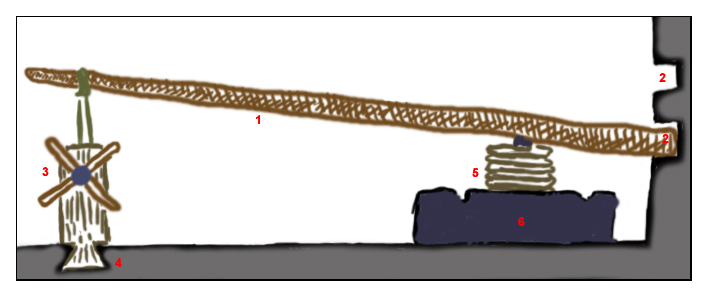
Schéma du pressoir à banc ou à Martin
1 - Axe vertical / grosse poutre ou prelum
2 - Encoches de hauteurs variables permettant de faire varier le pression et la quantité de scourtins
3 - Levier permettant de manœuvrer le cabestan
4 - Encoche en queue d'aronde servant à caler les arbores (piliers de bois ancrés dans le sol rocheux ou dans un contre-poids) du cabestan.
5 - Scourtins
6 - La meule creusée de une ou plusieurs rigoles pour l'écoulement du jus de presse vers la cuve